# Comitê Estadual de Estatística da República do Azerbaijão
O Comitê Estadual de Estatísticas da República do Azerbaijão (em azeri:  Azərbaycan Respublikası Dövlət Statistika Komitəsi) é uma agência governamental dentro do Gabinete do Azerbaijão responsável pela coleta, processamento e disseminação de dados estatísticos sobre a economia, demografia, geografia e outros setores de atividade na República do Azerbaijão. Foi fundado em 18 de fevereiro de 1994 e tem sede em Bacu.

## História
A história do Comitê Estadual de Estatísticas da República do Azerbaijão remonta a 1920, a formação da República Socialista Soviética do Azerbaijão. Em 1928, o Conselho de Comissários do Povo da RSS do Azerbaijão aprovou um novo estatuto criando o Departamento Central de Estatísticas. Em 1948, o Departamento Central de Estatísticas foi transferido para o Gabinete de Ministros da RSS do Azerbaijão. Em 1987, o Departamento Central de Estatísticas foi transformado no Comitê Estadual de Estatísticas da RSS do Azerbaijão e seu estatuto foi aprovado pelo Conselho de Ministros em março de 1988.
Por decreto do Presidente do Azerbaijão independente Heydar Aliyev, o Comitê Estadual de Estatísticas da República do Azerbaijão foi criado em 18 de fevereiro de 1994. O comitê é chefiada por Tahir Budaqov desde 13 de agosto de 2015.